# عبیدالله هلالی
عبیدالله هلالی (زاده: ۱۳۴۶ ولسوالی گلستان، ولایت فراه) سیاست‌مدار افغانستانی و نماینده مردم فراه در دوره پانزدهم مجلس نمایندگان افغانستان است.

## زندگی‌نامه
عبیدالله هلالی متولد ۱۳۴۶ از ولسوالی گلستان ولایت فراه افغانستان است. وی دارای مدرک تحصیلی بکلوریا/دیپلم است.

## دیگر فعالیت‌ها
- رئیس شرکت تولیدی مواد غذایی ممتاز.[۱]